# Alessandro Trivulzio (ministro)

Stemma Trivulzio dopo il 1622

Alessandro Trivulzio (Milano, 19 marzo 1773 – Parigi, 5 marzo 1805) è stato un generale, politico e nobile italiano.

## Biografia

### Infanzia
Nato a Milano il 19 marzo 1773, Alessandro era figlio di Giorgio Teodoro Trivulzio, IV marchese di Sesto Ulteriano e di sua moglie, la nobildonna Maria Cristina Cicogna Mozzoni. Era nipote di Alessandro Teodoro Trivulzio, III marchese di Sesto Ulteriano e di suo fratello, l'abate Carlo, fondatori della Biblioteca Trivulziana.

### Carriera militare
Cresciuto in un ambiente famigliare favorevole all'Impero austriaco, Alessandro intraprese la carriera militare nell'esercito degli imperiali, ma con la calata dei napoleonici in Italia nel 1796, decise con entusiasmo di aderire agli ideali della Francia repubblicana. In quello stesso 1796, incontrò Napoleone Bonaparte e venne da questi nominato al ruolo di comandante della Guardia Nazionale di Milano, con compiti di sicurezza nella città.

### Bonapartista

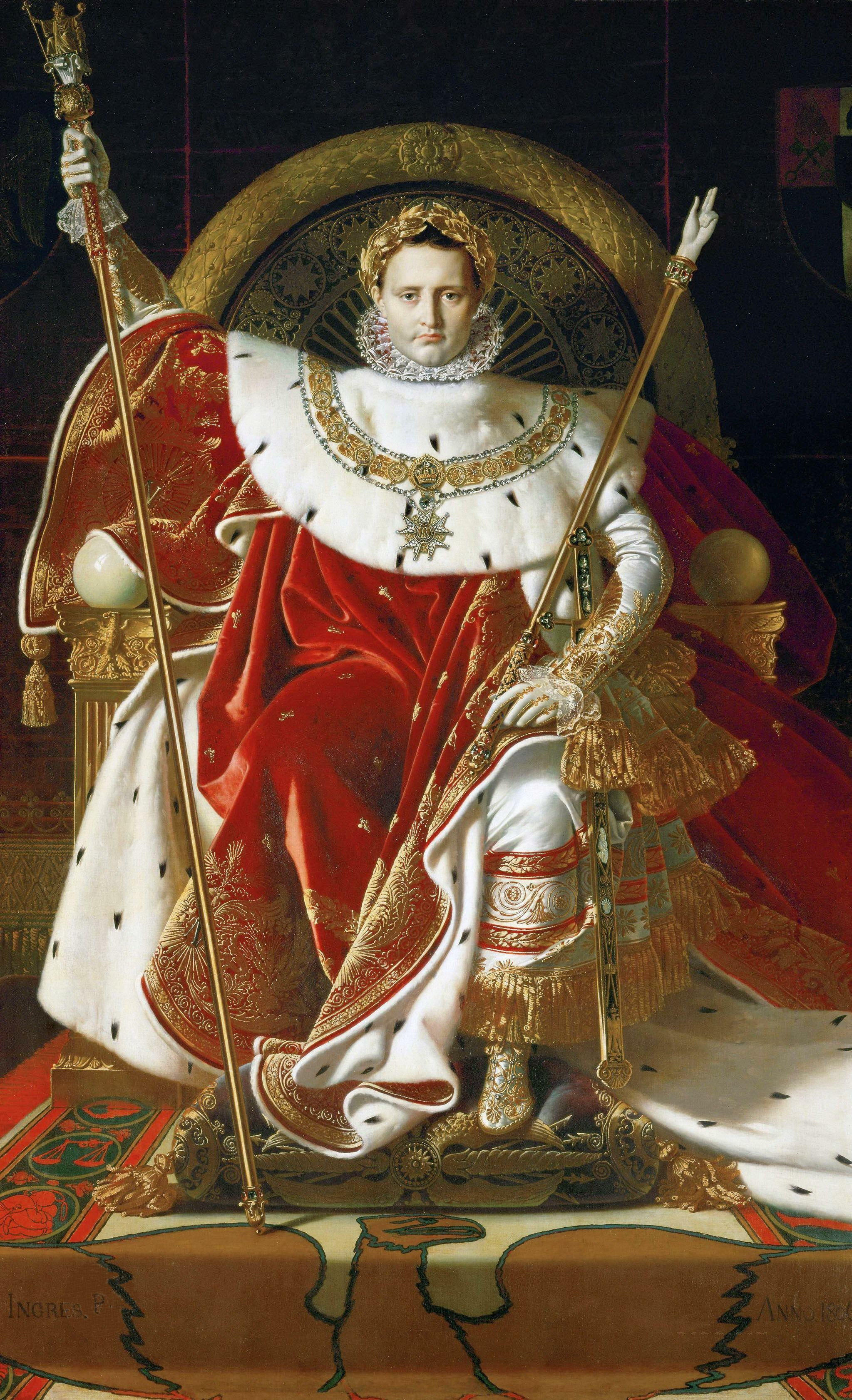
Napoleone Imperatore

Il 1º novembre 1801 venne nominato generale di brigata dell'esercito francese e quindi ispettore generale nella medesima formazione. Nel 1802 venne prescelto quale membro della Consulta di Lione ed in quello stesso anno, alla morte di suo padre, gli succedette nel titolo abrogato di marchese di Sesto Ulteriano. Con la proclamazione della Repubblica Italiana napoleonica, divenne ministro della guerra nel febbraio di quello stesso anno, collaborando attivamente col vicepresidente Francesco Melzi d'Eril ad un progetto, poi non attuato, di riforma dell'esercito che avrebbe compreso di richiamare in forze la guardia nazionale e di far servire i veterani come istruttori delle nuove reclute della coscrizione obbligatoria.
Venne infine nominato comandante generale dei corpi di volontari italiani inviati a combattere in Francia e per questo motivo si trasferì a Parigi da dove poté meglio coordinare lo svolgimento delle operazioni. Promosso al rango di generale di divisione, nel 1804 ottenne la placca di grand'ufficiale della Legion d'onore.

### Morte
Morì a Parigi nel 1805.

### Matrimonio
Alessandro si sposò nel 1799 con Giovanna Majer, di cui rimase vedovo l'anno successivo e dalla quale non ebbe figli. Alla sua morte improvvisa, suo fratello minore Gian Giacomo si ritrovò suo erede universale. Date le disposizioni del governo francese in materia di titoli nobiliari, non ottenne il permesso di utilizzare il predicato di marchese, ma ne ottenne comunque tutti i privilegi per speciale concessione.

## Ascendenza
|                                                                          |                                                                   |                                                                        | Genitori                                            |  |  | Nonni |  |  | Bisnonni                                                  |  |  | Trisnonni                                                   |  |
|                                                                          |                                                                   |                                                                        |                                                     |  |  |       |  |  | Giorgio Teodoro Trivulzio, II marchese di Sesto Ulteriano |  |  | Alessandro Teodoro Trivulzio, I marchese di Sesto Ulteriano |  |
|                                                                          |                                                                   |                                                                        |                                                     |  |  |       |  |  | Giorgio Teodoro Trivulzio, II marchese di Sesto Ulteriano |  |  | Alessandro Teodoro Trivulzio, I marchese di Sesto Ulteriano |  |
|                                                                          |                                                                   | Brigida Maria Secco d'Aragona                                          |                                                     |  |  |       |  |  | Giorgio Teodoro Trivulzio, II marchese di Sesto Ulteriano |  |  |                                                             |  |
| Alessandro Teodoro Trivulzio, III marchese di Sesto Ulteriano            |                                                                   |                                                                        |                                                     |  |  |       |  |  | Giorgio Teodoro Trivulzio, II marchese di Sesto Ulteriano |  |  |                                                             |  |
|                                                                          |                                                                   | Elena Arese                                                            | Marco Arese, II conte di Barlassina                 |  |  |       |  |  |                                                           |  |  |                                                             |  |
|                                                                          |                                                                   | Elena Arese                                                            | Marco Arese, II conte di Barlassina                 |  |  |       |  |  |                                                           |  |  |                                                             |  |
|                                                                          |                                                                   | Elena Arese                                                            | Regina Castelli                                     |  |  |       |  |  |                                                           |  |  |                                                             |  |
| Giorgio Teodoro Trivulzio, IV marchese di Sesto Ulteriano                |                                                                   | Elena Arese                                                            |                                                     |  |  |       |  |  |                                                           |  |  |                                                             |  |
|                                                                          |                                                                   | Carlo Pertusati, II conte di Castelferro                               | Luca Pertusati, I conte di Castelferro              |  |  |       |  |  |                                                           |  |  |                                                             |  |
|                                                                          |                                                                   | Carlo Pertusati, II conte di Castelferro                               | Luca Pertusati, I conte di Castelferro              |  |  |       |  |  |                                                           |  |  |                                                             |  |
|                                                                          |                                                                   | Carlo Pertusati, II conte di Castelferro                               | Barbara Dal Pozzo                                   |  |  |       |  |  |                                                           |  |  |                                                             |  |
| Margherita Pertusati                                                     |                                                                   | Carlo Pertusati, II conte di Castelferro                               |                                                     |  |  |       |  |  |                                                           |  |  |                                                             |  |
|                                                                          |                                                                   | Lucrezia Gaffuri                                                       | Pietro Francesco Gaffuri                            |  |  |       |  |  |                                                           |  |  |                                                             |  |
|                                                                          |                                                                   | Lucrezia Gaffuri                                                       | Pietro Francesco Gaffuri                            |  |  |       |  |  |                                                           |  |  |                                                             |  |
|                                                                          |                                                                   | Lucrezia Gaffuri                                                       | …                                                   |  |  |       |  |  |                                                           |  |  |                                                             |  |
| Alessandro Trivulzio, V marchese di Sesto Ulteriano                      |                                                                   | Lucrezia Gaffuri                                                       |                                                     |  |  |       |  |  |                                                           |  |  |                                                             |  |
|                                                                          | Antonio Francesco Cicogna Mozzoni, conte di Terdobbiate e Tornaco | Antonio Carlo Domenico Cicogna Mozzoni, conte di Terdobbiate e Tornaco |                                                     |  |  |       |  |  |                                                           |  |  |                                                             |  |
|                                                                          | Antonio Francesco Cicogna Mozzoni, conte di Terdobbiate e Tornaco | Antonio Carlo Domenico Cicogna Mozzoni, conte di Terdobbiate e Tornaco |                                                     |  |  |       |  |  |                                                           |  |  |                                                             |  |
|                                                                          | Antonio Francesco Cicogna Mozzoni, conte di Terdobbiate e Tornaco | Orsola Maria Torriani                                                  |                                                     |  |  |       |  |  |                                                           |  |  |                                                             |  |
| Carlo Giuseppe Francesco Cicogna Mozzoni, conte di Terdobbiate e Tornaco | Antonio Francesco Cicogna Mozzoni, conte di Terdobbiate e Tornaco |                                                                        |                                                     |  |  |       |  |  |                                                           |  |  |                                                             |  |
|                                                                          |                                                                   | Margherita Messerati                                                   | Giovanni Francesco Messerati, conte di Lodi Vecchio |  |  |       |  |  |                                                           |  |  |                                                             |  |
|                                                                          |                                                                   | Margherita Messerati                                                   | Giovanni Francesco Messerati, conte di Lodi Vecchio |  |  |       |  |  |                                                           |  |  |                                                             |  |
|                                                                          |                                                                   | Margherita Messerati                                                   | Cristina Maria Sormani                              |  |  |       |  |  |                                                           |  |  |                                                             |  |
| Maria Cristina Cicogna Mozzoni                                           |                                                                   | Margherita Messerati                                                   |                                                     |  |  |       |  |  |                                                           |  |  |                                                             |  |
|                                                                          |                                                                   | Heinrich Reichard Lorenz von Daun                                      | Wilhelm Johann Anton von Daun                       |  |  |       |  |  |                                                           |  |  |                                                             |  |
|                                                                          |                                                                   | Heinrich Reichard Lorenz von Daun                                      | Wilhelm Johann Anton von Daun                       |  |  |       |  |  |                                                           |  |  |                                                             |  |
|                                                                          |                                                                   | Heinrich Reichard Lorenz von Daun                                      | Anna Maria Magdalena von Althann                    |  |  |       |  |  |                                                           |  |  |                                                             |  |
| Maria Leopoldina Barbara von Daun                                        |                                                                   | Heinrich Reichard Lorenz von Daun                                      |                                                     |  |  |       |  |  |                                                           |  |  |                                                             |  |
|                                                                          |                                                                   | Maria Violante Josepha von Boymund zu Payrsperg                        | Paris Franz von Boymund zu Payrsperg                |  |  |       |  |  |                                                           |  |  |                                                             |  |
|                                                                          |                                                                   | Maria Violante Josepha von Boymund zu Payrsperg                        | Paris Franz von Boymund zu Payrsperg                |  |  |       |  |  |                                                           |  |  |                                                             |  |
|                                                                          |                                                                   | Maria Violante Josepha von Boymund zu Payrsperg                        | Maria Catharina Barbara Nothafft von Wernberg       |  |  |       |  |  |                                                           |  |  |                                                             |  |
|                                                                          |                                                                   | Maria Violante Josepha von Boymund zu Payrsperg                        |                                                     |  |  |       |  |  |                                                           |  |  |                                                             |  |